# William L. Marcy
Pour les articles homonymes, voir Marcy.
William Learned Marcy, né le 12 décembre 1786 à Southbridge (Massachusetts) et mort le 4 juillet 1857 à Ballston Spa (New York), est un avocat et homme politique américain, qui fut notamment au cours du XIXe siècle sénateur fédéral, gouverneur de l'État de New York, secrétaire à la Guerre et secrétaire d'État des États-Unis.

## Carrière privée
Marcy est né à Southbridge dans le Massachusetts. Il est diplômé de l'université Brown, enseigne d'abord à Newport, Rhode Island, puis étudie le droit. Il est admis au barreau en 1811 et ouvre un cabinet à Troy, dans l'État de New York. Marcy combat pendant la guerre anglo-américaine de 1812. Il est ensuite greffier à Troy pendant plusieurs années, mais lorsqu'il prend parti pour la faction Anti-Clinton du Parti républicain-démocrate, connue le nom de « Bucktails », il est démis de son office en 1818 par ses opposants politiques. Il est l'éditeur du Troy Budget.

## Vie politique
Marcy dirige la Régence d’Albany, un groupe de personnalités qui contrôle la politique entre 1821 et 1838. Il est adjudant-général de la milice de New York de 1821 à 1823, trésorier de l'État de New York de 1823 à 1829, juge associé à la Cour suprême de New York de 1829 à 1831, et est élu au Sénat fédéral, comme démocrate Jacksonien de 1831 à 1833, présidant le Comité judiciaire lors du 22e congrès. Il est gouverneur de New York trois fois de suite, de 1833 à 1838. En 1838, il est battu aux élections par le candidat Whig William Henry Seward, ce qui conduit à un changement radical de politique et signe la fin de la Régence d’Albany. Marcy est encore membre de la Commission des Réclamations mexicaines (Mexican Claims Commission) de 1839 à 1842. Plus tard, il est reconnu comme l'un des chefs des Hunkers, la faction conservatrice du Parti démocrate de New York, opposée aux Barnburners anti-esclavagistes.

## Fonctions fédérales
Marcy est secrétaire à la Guerre dans le cabinet du président James K. Polk de 1845 à 1849, avant de prendre un cabinet privé. Après 1849, Marcy est à la tête de la faction « molle » des Hunkers qui soutient la réconciliation avec les Barnburners, et c'est dans ce rôle qu'il est candidat démocrate aux élections présidentielles de 1852, par ailleurs sans succès, en partie à cause de l'opposition « dure » conduite par Daniel S. Dickinson.
Marcy retourne à la vie publique en 1853 comme secrétaire d'État auprès du président Franklin Pierce. Selon l'Encyclopædia Britannica de 1911,

« sa circulaire du 1er juin 1853 aux diplomates américains à l'étranger recommandant qu'ils paraissent, chaque fois qu'il était possible, dans le simple vêtement d'un citoyen américain, provoqua beaucoup de discussion en Europe ; en 1867 cette recommandation devint une loi du Congrès. »

Comme secrétaire d'État, Marcy négocie l'achat Gadsden et intervient également dans l'affaire Koszta (Martin Koszta, Hongrois d'origine et impliqué dans des activités politiques hostiles au gouvernement autrichien, avait demandé la nationalité américaine et vivait depuis près de deux ans aux États-Unis lorsqu'il fut arrêté par les Autrichiens lors d'un passage à Smyrne en Turquie).
Il meurt à Ballston Spa dans l'État de New York et est enterré au Rural Cemetery d'Albany. Le mont Marcy, plus haut sommet de l'État de New York, et la ville de Marcy dans le comté d'Oneida, portent son nom.

## Sources
- (en) « William L. Marcy », dans Encyclopædia Britannica [détail de l’édition], 1911 (lire sur Wikisource).
- Political Graveyard
- Biographie de l'armée

- (en) Cet article est partiellement ou en totalité issu de l’article de Wikipédia en anglais intitulé « William L. Marcy » (voir la liste des auteurs).